# Nychogomphus geometricus
Nychogomphus geometricus – gatunek ważki z rodziny gadziogłówkowatych (Gomphidae).